# Функціональний блок процесора
Функціональний, або виконавчий блок процесора (співпроцесора) — блок, який виконує операції та розрахунки у відповідності з інструкціями комп'ютерної програми. Він може мати свій власний блок послідовності внутрішнього контролю, який не слід плутати з основним блоком керування процесора, деякими регістрами та іншими внутрішніми блоками, таких як арифметико-логічний пристрій (АЛП) або математичний співпроцесор (FPU), або декількома дрібнішими і більш специфічними компонентами.
Для сучасних процесорів характерно, мати декілька паралельних виконавчих блоків, що називають суперскалярною конструкцією. Найпростіший спосіб полягає у тому, щоб використовувати один блок, як менеджер шини, щоб управляти інтерфейсом пам'яті, а інші для виконання обчислень. Крім того, виконавчі блоки сучасних процесорів, як правило є конвеєрними.